# 山梨県道403号甲斐岩間停車場西島線
山梨県道403号甲斐岩間停車場西島線（やまなしけんどう403ごう かいいわまていしゃじょうにしじません）は、山梨県西八代郡市川三郷町と南巨摩郡身延町を結ぶ一般県道である。

## 概要

### 路線データ
- 起点：山梨県西八代郡市川三郷町岩間（身延線甲斐岩間駅）
- 終点：山梨県南巨摩郡身延町西嶋（信号無交差点＝国道52号交点）

## 重複区間
- 甲斐岩間駅入口交差点・岩間交差点間：山梨県道9号市川三郷身延線

## 通過する自治体
- 山梨県
  - 西八代郡市川三郷町 - 南巨摩郡身延町

## 交差・接続する道路
- 山梨県道9号市川三郷身延線（西八代郡市川三郷町岩間・甲斐岩間駅入口交差点）
- 山梨県道9号市川三郷身延線（西八代郡市川三郷町岩間・岩間交差点）
- 国道52号 - 南巨摩郡身延町西嶋（信号無交差点）